# Acetogénesis

Diagrama del proceso

La acetogenesis es el proceso a través del cual bacterias anaerobias producen acetato a partir de diversas fuentes de energía (por ejemplo, hidrógeno) y de carbono (por ejemplo, dióxido de carbono). Las diferentes especies bacterianas que son capaces de realizar la acetogénesis se denominan colectivamente acetógenos.

## Ecuación química
{\displaystyle {\ce {2 CO2 (aq) + 4H2 (aq) = CH3COOH (aq) + 2H2O}}}

## Acetogénesis y digestión anaerobia
La acetogénesis es la tercera etapa de la digestión anaerobia:
1. Hidrólisis: Los polímeros se descomponen en monómeros más simples.
2. Acidogénesis: Los monómeros se convierten en ácidos grasos volátiles.
3. Acetogénesis: Los ácidos grasos volátiles se convieten en ácido acético, dióxido de carbono e hidrógeno.
4. Metanogénesis: Los acetatos se convierten en metano y dióxido de carbono, a la vez que se consume hidrógeno.